# Лабинский район
Лаби́нский район — административно-территориальная единица и муниципальное образование (муниципальный район) в Краснодарском крае России.
Административный центр — город Лабинск.

## География
Район расположен в предгорной зоне северного склона Главного Кавказского хребта, в Юго-Восточной части Краснодарского края, что обусловило формирование природно-климатических условий, существенно отличающихся от равнинных районов края.
Район граничит: на севере — с Курганинским, на востоке — с Новокубанским и Отрадненским районами Краснодарского края, на западе — с Мостовским районом Краснодарского края и Кошехабльским районом Адыгеи, а на юге — с Карачаево-Черкесской республикой.
Сельскохозяйственные угодья района занимают - 148,8 тыс. гектар, в том числе пашня – 105,2 тыс. гектар

## История
- Лабинской район был образован 2 июня 1924 года в составе Армавирского округа Юго-Восточной области с центром в станице Лабинской. В его состав вошла часть территории упраздненного Армавирского отдела Кубано-Черноморской области. Первоначально район включал в себя 8 сельских советов: Владимирский, Зассовский, Каладжинский, Лабинский, район Новоалексеевский, Родниковский, Хлебодаровский, Чамлыкский.
- С 16 ноября 1924 года район в составе Северо-Кавказского края.
- 13 февраля 1928 года большая часть района вместе со станицей Лабинской были переданы в Майкопский округ, в состав района вошла также территория упраздненного Мостовского района.
- 29 февраля 1928 года из Майкопского районав Лабинский район были переданы Махошевский (станица Махошевская, хутора Джаковский, Новоспасский, Новотроицкий, Новогуляевский) и Ярославский (станица Ярославская) сельсоветы.
- 6 ноября 1929 года в состав района вошла часть территории упраздненного Вознесенского района.
- С 10 января 1934 года район в составе Азово-Черноморского края.
- 31 декабря 1934 года в результате разукрупнения часть территории района вошла во вновь образованные Мостовский и Ярославский районы.
- С 13 сентября 1937 года Лабинский район в составе Краснодарского края.
- C 21 августа 1939 по 22 августа 1953 из части территории района выделялся Упорненский район с центром в станице Упорная.
- 23 октября 1947 года станица Лабинская была преобразована в город районного подчинения Лабинск.
- 22 апреля 1962 года в состав района вошла территория упраздненных Псебайского и Ярославского районов.
- 1 февраля 1963 года был образован Лабинский сельский район[6].
- С 11 февраля 1963 по 3 марта 1964 в состав района входила территория упраздненного Курганинского района.
- 12 января 1965 года город Лабинск был отнесен к категории городов краевого подчинения и выведен из состава района, оставаясь его центром.
- 21 февраля 1975 года на части территории Лабинского района был образован Мостовский район с центром в рабочем посёлке Мостовской.
- В 1993 году была прекращена деятельность сельских Советов, территории сельских администраций преобразованы в сельские округа.
- В 2005 году в районе были образованы 13 муниципальных образований, включая город Лабинск.

## Население
| 1939     | 1959     | 1970     | 1979    | 1989    | 2002    | 2006     | 2010    | 2011     |
| -------- | -------- | -------- | ------- | ------- | ------- | -------- | ------- | -------- |
| 69 579   | ↗98 321  | ↗121 131 | ↘40 791 | ↘37 580 | ↗39 235 | ↗100 491 | ↘37 443 | ↗101 696 |
| 2012     | 2013     | 2014     | 2015    | 2016    | 2017    | 2018     | 2019    | 2020     |
| ↗101 899 | ↘100 604 | ↘99 238  | ↘98 935 | ↘98 383 | ↗98 545 | ↘97 374  | ↘96 760 | ↘95 828  |
| 2021     | 2023     | 2025     |         |         |         |          |         |          |
| ↘91 728  | ↘89 580  | ↘88 392  |         |         |         |          |         |          |

Население района на 01.01.2006 года составило 100 491 человек. Из них 60,8 % — городские жители и 39,2 % — сельские жители. Среди всего населения мужчины составляют — 45,3 %, женщины — 54,7 %. Женского населения фертильного возраста — 26017 человек (47,7 % от общей численности женщин). Дети от 0 до 17 лет — 21135 (21,0 % всего населения), взрослых — 79356 человек (79,0 %). В общей численности населения 58506 (58,2 %) — лица трудоспособного возраста, 24,0 % — пенсионеры.
Национальный состав
По итогам переписи населения 2020 года проживали следующие национальности (национальности менее 0,1 % и другое см. в сноске к строке «Другие»):
| Национальность | Численность, чел. | Доля     |
| -------------- | ----------------- | -------- |
| Русские        | 84 950            | 92,61 %  |
| Армяне         | 2283              | 2,49 %   |
| Цыгане         | 399               | 0,43 %   |
| Украинцы       | 277               | 0,30 %   |
| Грузины        | 189               | 0,21 %   |
| Лезгины        | 171               | 0,19 %   |
| Азербайджанцы  | 154               | 0,17 %   |
| Татары         | 130               | 0,14 %   |
| Адыгейцы       | 114               | 0,12 %   |
| Чеченцы        | 110               | 0,12 %   |
| Карачаевцы     | 110               | 0,12 %   |
| Другие         | 2841              | 3,10 %   |
| Итого          | 91 728            | 100,00 % |

## Административно-муниципальное устройство
В рамках административно-территориального устройства края, Лабинский район включает 12 сельских округов, при этом Лабинск является городом краевого подчинения.
В рамках организации местного самоуправления в Лабинский район входят 13 муниципальных образований нижнего уровня, в том числе 1 городское и 12 сельских поселений:
| №  | Муниципальное образование           | Административный центр | Количество населённых пунктов | Население (чел.) | Площадь (км²) |
| -- | ----------------------------------- | ---------------------- | ----------------------------- | ---------------- | ------------- |
| 1  | Лабинское городское поселение       | город Лабинск          | 3                             | ↘57 438          | 63,54         |
| 2  | Ахметовское сельское поселение      | станица Ахметовская    | 4                             | #Н/Д             | 239,64        |
| 3  | Владимирское сельское поселение     | станица Владимирская   | 2                             | ↘6283            | 189,06        |
| 4  | Вознесенское сельское поселение     | станица Вознесенская   | 8                             | ↘7715            | 306,71        |
| 5  | Зассовское сельское поселение       | станица Зассовская     | 4                             | ↘2385            | 164,13        |
| 6  | Каладжинское сельское поселение     | станица Каладжинская   | 2                             | ↘1899            | 120,58        |
| 7  | Лучевое сельское поселение          | посёлок Луч            | 4                             | ↘987             | 199,58        |
| 8  | Отважненское сельское поселение     | станица Отважная       | 2                             | ↘922             | 67,62         |
| 9  | Первосинюхинское сельское поселение | хутор Первая Синюха    | 6                             | ↘1269            | 92,64         |
| 10 | Сладковское сельское поселение      | хутор Сладкий          | 2                             | ↘1878            | 56,66         |
| 11 | Упорненское сельское поселение      | станица Упорная        | 1                             | ↘2836            | 179,08        |
| 12 | Харьковское сельское поселение      | хутор Харьковский      | 1                             | ↘554             | 62,57         |
| 13 | Чамлыкское сельское поселение       | станица Чамлыкская     | 2                             | ↘3595            | 128,85        |

## Населённые пункты
В Лабинском районе 41 населённый пункт, в том числе 1 город и 40 сельских населённых пунктов:
| №  | Населённый пункт | Тип     | Население | Муниципальное образование           |
| -- | ---------------- | ------- | --------- | ----------------------------------- |
| 1  | Лабинск          | город   | ↘55 434   | Лабинское городское поселение       |
| 2  | Ахметовская      | станица | ↘1408     | Ахметовское сельское поселение      |
| 3  | Бочаров          | хутор   | ↗25       | Первосинюхинское сельское поселение |
| 4  | Братский         | хутор   | ↘6        | Первосинюхинское сельское поселение |
| 5  | Весёлый          | посёлок | ↘523      | Вознесенское сельское поселение     |
| 6  | Весёлый          | хутор   | ↘138      | Зассовское сельское поселение       |
| 7  | Владимирская     | станица | ↘6351     | Владимирское сельское поселение     |
| 8  | Вознесенская     | станица | ↘5765     | Вознесенское сельское поселение     |
| 9  | Горное           | село    | ↘136      | Ахметовское сельское поселение      |
| 10 | Гофицкое         | село    | ↗592      | Отважненское сельское поселение     |
| 11 | Ерёминская       | станица | ↘441      | Вознесенское сельское поселение     |
| 12 | Заря             | хутор   | ↘82       | Первосинюхинское сельское поселение |
| 13 | Заря Мира        | хутор   | ↘114      | Лабинское городское поселение       |
| 14 | Зассовская       | станица | ↘2411     | Зассовское сельское поселение       |
| 15 | Каладжинская     | станица | ↘2184     | Каладжинское сельское поселение     |
| 16 | Красный          | посёлок | ↘967      | Вознесенское сельское поселение     |
| 17 | Лобода           | хутор   | ↘93       | Чамлыкское сельское поселение       |
| 18 | Лукин            | хутор   | ↘3        | Первосинюхинское сельское поселение |
| 19 | Луч              | посёлок | ↘259      | Лучевое сельское поселение          |
| 20 | Мирный           | посёлок | ↘273      | Лучевое сельское поселение          |
| 21 | Некрасов         | хутор   | ↘33       | Первосинюхинское сельское поселение |
| 22 | Новолабинский    | посёлок | ↗295      | Лучевое сельское поселение          |
| 23 | Новый Мир        | село    | ↘70       | Каладжинское сельское поселение     |
| 24 | Отважная         | станица | ↘506      | Отважненское сельское поселение     |
| 25 | Первая Синюха    | хутор   | ↘1709     | Первосинюхинское сельское поселение |
| 26 | Подгорный        | посёлок | ↘4        | Зассовское сельское поселение       |
| 27 | Привольный       | хутор   | ↘79       | Владимирское сельское поселение     |
| 28 | Прохладный       | посёлок | ↘1416     | Лабинское городское поселение       |
| 29 | Розовый          | посёлок | ↗1000     | Сладковское сельское поселение      |
| 30 | Северный         | хутор   | ↘177      | Вознесенское сельское поселение     |
| 31 | Сельский Пахарь  | хутор   | ↘21       | Вознесенское сельское поселение     |
| 32 | Сладкий          | хутор   | ↗1132     | Сладковское сельское поселение      |
| 33 | Соколихин        | хутор   | ↘238      | Лучевое сельское поселение          |
| 34 | Соцгородок       | посёлок | ↘186      | Зассовское сельское поселение       |
| 35 | Тегин            | хутор   | ↘7        | Ахметовское сельское поселение      |
| 36 | Упорная          | станица | ↘2836     | Упорненское сельское поселение      |
| 37 | Харьковский      | хутор   | ↘554      | Харьковское сельское поселение      |
| 38 | Хачивань         | хутор   | ↘59       | Вознесенское сельское поселение     |
| 39 | Хлебодаровский   | хутор   | ↘83       | Вознесенское сельское поселение     |
| 40 | Чамлыкская       | станица | ↘3600     | Чамлыкское сельское поселение       |
| 41 | Чернореченская   | станица | ↘506      | Ахметовское сельское поселение      |

## Экономика
В агропромышленный комплекс Лабинского района входят: 12 крупных сельхозпроизводителей, 295 крестьянско-фермерских хозяйств и 15 335 личных подсобных хозяйств. Ежегодно наращиваются объёмы производства зерновых, масличных культур.Сельскохозяйственные угодья района занимают - 148,8 тыс. гектар, в том числе пашня – 105,2 тыс. гектар
Значимой для Лабинского района является отрасль животноводства: осуществляются меры по наращиванию численности поголовья, повышению его продуктивности, увеличению объёмов производства молока и мяса не только в коллективных, но и в личных подсобных хозяйствах.
Наиболее крупные промышленные предприятия района: ООО «Лабинский МЭЗ», ОАО «Сахарный завод Лабинский», ЗАО «Химик», ОАО «Сыродел», ОАО «Лабинский хлебозавод», ОАО «Лабинский элеватор», ФГУП ППЗ «Лабинский»,  АО "САНАТОРИЙ ЛАБА", Машиностроительный завод "Кубаньмаш".
Эти и другие предприятия Лабинского района принимают самое активное участие в реализации национальных проектов, международных специализированных выставках и форумах, что способствует повышению престижа района, создавая имидж инвестиционно привлекательной территории.

## Известные уроженцы
- Донцов, Максим Иванович (1914, станица Упорная — 1985) — участник Великой Отечественной войны, Герой Советского Союза
- Замерцев, Иван Терентьевич (1899, станица Владимирская — 1981) — советский военный деятель, генерал-майор
- Коркоценко, Дмитрий Игнатьевич (1922, станица Упорная — 1990) — участник Великой Отечественной войны, Герой Советского Союза
- Кожанов, Иван Кузьмич (1897, станица Вознесенская — 1938) - советский военно-морской деятель, флагман флота 2-го ранга, командующий Черноморским флотом.